# Jerome Richardson
Pour le joueur de basket-ball, voir Pooh Richardson.
Pour les articles homonymes, voir Richardson.
Jerome Richardson, né le 15 novembre 1920 à Sealy (Texas) ou le 25 décembre 1920 à Oakland (Californie), selon les sources, et mort le 23 juin 2000 à Englewood (New Jersey), est un saxophoniste et flûtiste de jazz américain.

## Biographie
Richardson commence le saxophone alto à huit ans, se produit en public dès l'âge de quatorze ans puis étudie à l'Université d'État de San Francisco.
De 1942 à 1945, il est dans l'armée américaine, jouant dans un orchestre dirigé par Marshall Royal. Dans les années qui suivent et jusqu'au milieu des années 1950, il parfait son expérience au sein des orchestres de Lionel Hampton (1949-1951) et d'Earl Hines (1952-1953) avant de partir pour New York.

## Discographie

### Comme leader
- 1958 : Midnight Oil (New Jazz, avec Jimmy Cleveland, Hank Jones, Kenny Burrell, Joe Benjamin, Charli Persip)[2]
- 1959 : Roamin' with Richardson (New Jazz, avec Richard Wyands, George Tucker, Charli Persip)[3]
- 1962 : Going to the Movies (United Artists Jazz, avec Henry Grimes, Les Spann, Grady Tate)
- 1967 : Groove Merchant (Verve Records, avec Grady Tate, Ernest Hayes, Chuck Rainey, Snooky Young, Joe Newman, Warren Smith, Eric Gale
- 1996 : Jazz Station Runaway (TCB, avec Russell Malone, George Mraz, Lewis Nash)

### Comme sideman
- 1955 : Kenny Clarke : Bohemia After Dark
- 1955 : Nat Adderley : That's Nat
- 1955 : Sarah Vaughan : In the Land of Hi-Fi (Mercury)
- 1955 : Hank Jones : Bluebird (Savoy)
- 1956 : Cannonball Adderley : In the Land of Hi-Fi with Julian Cannonball Adderley
- 1956 : Kenny Burrell : All Night Long (Prestige)
- 1957 : Phineas Newborn, Jr. : Phineas Newborn, Jr. Plays Harold Arlen's Music from Jamaica (RCA Victor)
- 1957 : The Three Playmates : The Three Playmates
- 1958 : Gene Ammons : The Big Sound (Prestige), Groove Blues (Prestige)
- 1958 : Eddie "Lockjaw" Davis : The Eddie "Lockjaw" Davis Cookbook (Prestige), The Eddie "Lockjaw" Davis Cookbook, Vol. 2 (Prestige), The Eddie "Lockjaw" Davis Cookbook Volume 3 (Prestige), Smokin' (Prestige)
- 1958 : Betty Carter : I Can't Help It
- 1958 : Abbey Lincoln : It's Magic (Riverside)
- 1958 : Ray Brown : This Is Ray Brown
- 1959 : Tiny Grimes : Tiny in Swingville (Swingville)
- 1959 : Dinah Washington : What a Diff'rence a Day Makes!
- 1959 : Ruth Brown : Miss Rhythm (Atlantic)
- 1959 : Billy Taylor : Billy Taylor with Four Flutes (Riverside)
- 1960 : Randy Weston : Uhuru Afrika (Roulette)
- 1960 : Eddie "Lockjaw" Davis : Trane Whistle (Prestige)
- 1961 : Benny Golson : Pop + Jazz = Swing (Audio Fidelity)
- 1961 : Etta Jones : So Warm (Prestige)
- 1961 : Billy Taylor : Kwamina (Mercury)
- 1961 : Cannonball Adderley : African Waltz (Riverside)
- 1962 : Junior Mance : The Soul of Hollywood (Jazzland)
- 1962 : Blue Mitchell : A Sure Thing
- 1962 : Milt Jackson : Big Bags
- 1962 : Harry Belafonte : Midnight Special
- 1962 : Quincy Jones : Big Band Bossa Nova
- 1962 : Charles Mingus : The Complete Town Hall Concert (Blue Note)
- 1962 : Etta Jones : Love Shout (Prestige), Hollar! (Prestige)
- 1963 : Lalo Schifrin et Bob Brookmeyer : Samba Para Dos (Verve)
- 1963 : Charles Mingus : Mingus Mingus Mingus Mingus Mingus (Impulse!)
- 1963 : Charles Mingus : The Black Saint and the Sinner Lady (Impulse!)
- 1964 : Lalo Schifrin : New Fantasy (Verve)
- 1965 : Milt Jackson : Ray Brown / Milt Jackson with Ray Brown (Verve)
- 1965 : Lalo Schifrin : Once a Thief and Other Themes (Verve)
- 1965 : Jimmy Smith : Monster (Verve, * 1965)
- 1965 : Sonny Stitt : Broadway Soul (Colpix)
- 1965 : Shirley Scott : Latin Shadows (Impulse!)
- 1966 : Oliver Nelson : Oliver Nelson Plays Michelle (Impulse!)
- 1966 : Cal Tjader : Soul Burst (Verve)
- 1966 : Oliver Nelson : Happenings with Hank Jones (Impulse!)
- 1966 : Shirley Scott : Roll 'Em : Shirley Scott Plays the Big Bands (Impulse!)
- 1966 : Jimmy McGriff : The Big Band (Solid State)
- 1966 : Manny Albam : The Soul of the City (Solid State)
- 1966 : Chico Hamilton : The Further Adventures of El Chico (Impulse!)
- 1966 : Clark Terry : Mumbles (Mainstream)
- 1967 : Sylvia Syms : For Once in My Life (Prestige)
- 1967 : Jimmy McGriff : A Bag Full of Blues (Solid State)
- 1968 : Earl Coleman : Manhattan Serenade
- 1968 : David "Fathead" Newman : Bigger & Better (Atlantic)
- 1968 : Stanley Turrentine : Always Something There
- 1968 : Nat Adderley : You, Baby
- 1968 : Kenny Burrell : Blues - The Common Ground (Verve)
- 1968 : Sonny Stitt : Parallel-a-Stitt (Roulette)
- 1968 : Nat Adderley : Calling Out Loud
- 1969 : Dizzy Gillespie : It's My Way (Solid State)
- 1969 : Sonny Stitt : Come Hither (Solid State)
- 1969 : Walter Wanderley : Moondreams (A&M/CTI)
- 1969 : Dizzy Gillespie : Cornucopia (Solid State)
- 1969 : Kenny Burrell : Night Song (Verve)
- 1969 : Roy Ayers : Daddy Bug (Atlantic)
- 1969 : Milton Nascimento : Courage (A&M/CTI)
- 1969 : George Benson : Tell It Like It Is (A&M/CTI)
- 1969 : Herbie Hancock : The Prisoner (Blue Note)
- 1970 : Mose Allison : Hello There, Universe (Atlantic)
- 1970 : Quincy Jones : Gula Matari
- 1970 : The Thad Jones/Mel Lewis Orchestra : Consummation
- 1970 : Billy Butler : Yesterday, Today & Tomorrow (Prestige)
- 1971 : Stanley Turrentine : Salt Song (CTI)
- 1971 : Gene Ammons : Free Again (Prestige)
- 1971 : Reuben Wilson : Set Us Free
- 1972 : Steely Dan : Can't Buy a Thrill
- 1973 : George Duke : The Inner Source
- 1973 : Lalo Schifrin : Enter the Dragon (soundtrack) (Warner Bros.)
- 1973 : Kenny Burrell : Both Feet on the Ground (Fantasy)
- 1973 : Bee Gees : Life in a Tin Can
- 1974 : Kenny Burrell : Up the Street, 'Round the Corner, Down the Block (Fantasy)
- 1974 : Moacir Santos : Saudade
- 1975 : Kenny Burrell : Ellington Is Forever (Fantasy)
- 1975 : Horace Silver : Silver 'n Brass (Blue Note)
- 1975 : Moacir Santos : Carnival of the Spirits
- 1975 : Kenny Burrell : Sky Street, Ellington Is Forever Volume Two (Fantasy)
- 1976 : Bobby Blue Bland and B. B. King Together Again...Live
- 1976 : Wade Marcus : Metamorphosis
- 1976 : Lee Ritenour : First Course
- 1977 : Dizzy Gillespie : Free Ride (Pablo)
- 1979 : The Crusaders : Street Life
- 1979 : Earth, Wind and Fire : I Am
- 1992 : Jimmy Heath : Little Man, Big Band (Verve)